# Trophée européen de course en montagne 1997
Navigation
1996 1998
Le Trophée européen de course en montagne 1997 est une compétition de course en montagne qui s'est déroulée le 6 juillet 1997 à Ebensee en Autriche. C'est la course de montagne du Feuerkogel qui accueille l'épreuve. Il s'agit de la troisième édition de l'épreuve.

## Résultats
La course masculine doit se dérouler sur un parcours de 11 km avec 1 250 m de dénivelé. Néanmoins, en vue des intempéries, le parcours est légèrement réduit pour des raisons de sécurité à 9,5 km et 1 200 m. L'Autrichien Peter Schatz se retrouve coincé dans un embouteillage le matin et rejoint le départ en courant. Son compatriote Helmut Schmuck prend les commandes de la course et distance l'Italien Antonio Molinari après un kilomètre. Peter Schatz lui emboîte ensuite le pas, mais avec ses chaussures de route, il perd du terrain et termine finalement troisième derrière Antonio Molinari. L'Italie remporte le classement par équipes devant l'Autriche et la Slovaquie,.
La course féminine se déroule sur un parcours initialement de 8,5 km avec 1 150 m de dénivelé, réduit à 7,0 km et 1 100 m. L'Autrichienne Gudrun Pflüger, quadruple championne du monde, est annoncée comme grande favorite. Néanmoins, elle est plus concentrée sur ses examens de botanique qui ont lieu le lendemain et termine seulement à la cinquième place. C'est la Suissesse Eroica Spiess qui s'impose et décroche ainsi son second titre. Le podium est complété par la championne du monde 1985, Carol Greenwood qui effectue se retour à la compétition après son mariage et la naissance de sa fille, et la Suissesse Isabella Moretti. La Suisse s'impose au classement par équipes devant l'Angleterre et la France,.

### Individuels
| Rang               | Athlète           | Pays       | Temps       |
| ------------------ | ----------------- | ---------- | ----------- |
| Médaille d'or      | Helmut Schmuck    | Autriche   | 49 min 46 s |
| Médaille d'argent  | Antonio Molinari  | Italie     | 50 min 48 s |
| Médaille de bronze | Peter Schatz      | Autriche   | 50 min 56 s |
| 4                  | Richard Findlow   | Angleterre | 51 min 5 s  |
| 5                  | Marcel Matanin    | Slovaquie  | 51 min 7 s  |
| 6                  | Marco De Gasperi  | Italie     | 51 min 16 s |
| 7                  | Francisco Orlando | Portugal   | 52 min 1 s  |
| 8                  | Thierry Icart     | France     | 52 min 9 s  |

| Rang               | Athlète                | Pays       | Temps       |
| ------------------ | ---------------------- | ---------- | ----------- |
| Médaille d'or      | Eroica Spiess          | Suisse     | 49 min 29 s |
| Médaille d'argent  | Carol Greenwood        | Angleterre | 50 min 6 s  |
| Médaille de bronze | Isabella Moretti       | Suisse     | 50 min 22 s |
| 4                  | Angela Mudge           | Écosse     | 50 min 27 s |
| 5                  | Gudrun Pflüger         | Autriche   | 51 min 21 s |
| 6                  | Jaroslava Bukvajová    | Slovaquie  | 51 min 36 s |
| 7                  | Bénédicte Molle        | France     | 51 min 44 s |
| 8                  | Nadezda Gousselchikova | Russie     | 51 min 53 s |

### Équipes
| Rang               | Pays                                                                                       | Points |
| ------------------ | ------------------------------------------------------------------------------------------ | ------ |
| Médaille d'or      | Italie Antonio Molinari (2e) Marco De Gasperi (6e) Karl Gruber (9e) Lucio Fregona (11e)    | 17     |
| Médaille d'argent  | Autriche Helmut Schmuck (1er) Peter Schatz (3e) Markus Kröll (14e) Rudolf Reitberger (26e) | 18     |
| Médaille de bronze | Slovaquie Marcel Matanin (5e) Robert Petro (10e) Ivan Bátory (12e) Ľuboš Kováčik (28e)     | 27     |

| Rang               | Pays                                                                           | Points |
| ------------------ | ------------------------------------------------------------------------------ | ------ |
| Médaille d'or      | Suisse Eroica Spiess (1re) Isabella Moretti (3e) Ursula Olbrecht (23e)         | 4      |
| Médaille d'argent  | Angleterre Carol Greenwood (2e) Heather Heasman (11e) Anne Buckley (16e)       | 13     |
| Médaille de bronze | France Bénédicte Molle (7e) Isabelle Guillot (9e) Martine Javerzac-Payet (18e) | 16     |